# Lindesberg
Lindesberg ist eine Stadt in der schwedischen Provinz Örebro län und ein typischer Industriestandort im Gebiet, das den Namen Bergslagen trägt. Die Stadt liegt etwa 40 km nördlich von Örebro, hat gut 8700 Einwohner und ist der Hauptort der gleichnamigen Gemeinde. Im Süden der Stadt befindet sich der See Lindessjön.

## Geschichte

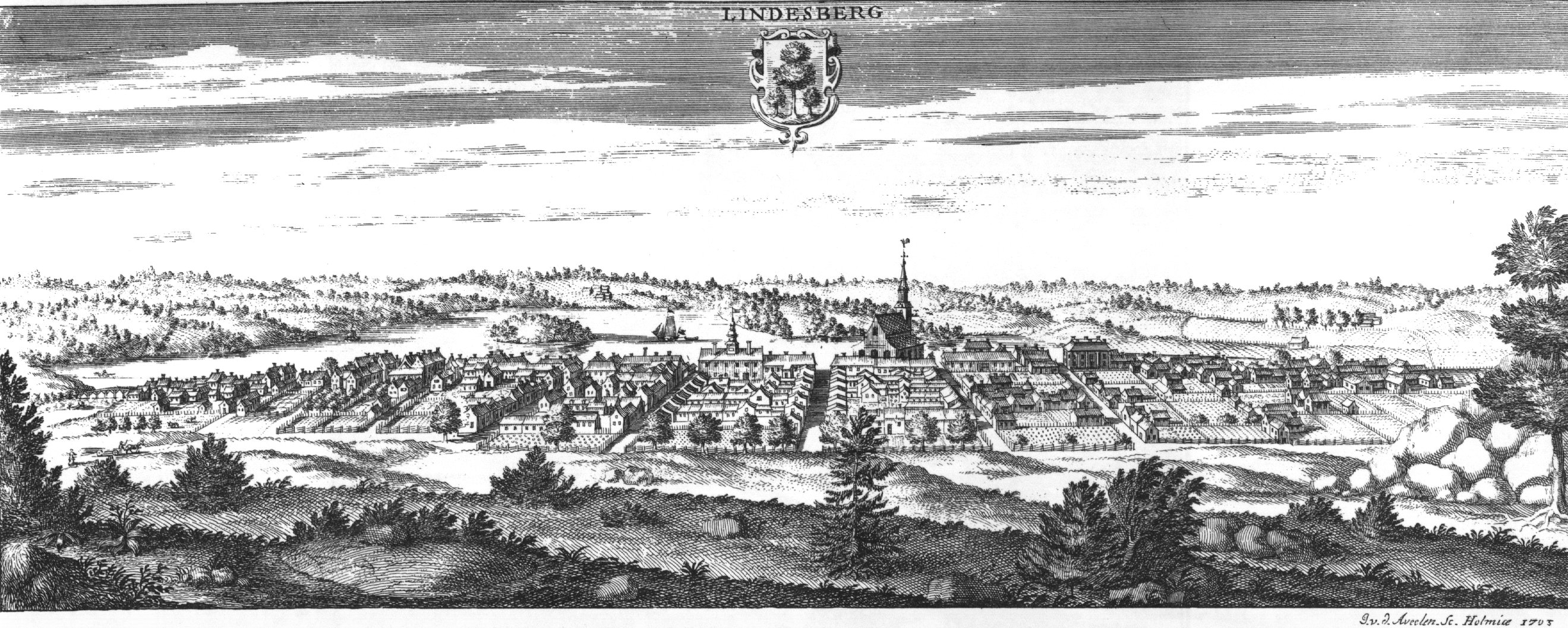
Lindesberg zum Ende des 17. Jahrhunderts

Die erste steinerne Kirche des Ortes entstand wahrscheinlich im 14. Jahrhundert. Von diesem Gebäude findet man heute noch Steine im Chor der aktuellen Kirche. Noch bis zur Mitte des 17. Jahrhunderts trug der Ort den Namen Lindesås. Lindesberg war dagegen der Name des umliegenden Grubengebietes. Im späten Mittelalter war das Kirchendorf ein zentraler Handelsplatz der Region. Im Zusammenhang mit der Ausweitung des Bergbaus erlangte auch der Ort verstärkt an Bedeutung.
Im Jahr 1643 bekam die Siedlung von Königin Christinas Vormundschaft die Stadtrechte verliehen. Gleichzeitig erfolgte die Namensänderung des Ortes. Die folgende Zeit war von einem Wettstreit mit der Stadt Arboga geprägt, wobei Lindesberg seine Stellung als Zentrum für Eisenhandel behaupten konnte. Danach stagnierte die Entwicklung der Stadt und etwa um 1770 hatte Lindesberg 650 Einwohner. Noch bis weit ins 19. Jahrhundert war die Wirtschaft der Stadt durch den Handelsaustausch zwischen dem Gebiet Bergslagen und angrenzenden ländlichen Ebene geprägt. Die eigentliche Expansion erfolgte um 1870 als der Ort einen Eisenbahnanschluss bekam. Bei den Großbränden von 1869 bzw. 1894 wurden viele Gebäude beschädigt. Auch nach dem Frühjahrshochwasser von 1977, wo viele Häuser unter Wasser standen, waren die Kosten für Reparationen hoch. Im 20. Jahrhundert entstanden viele Metallverarbeitende Fabriken und in neuerer Zeit wuchs vor allem der Dienstleistungssektor.

## Bebauung
Die zentralen Teile von Lindesberg werden immer noch durch den Bebauungsplan von 1644 geprägt, in dem ein rechtwinkliges Straßennetz festgelegt wurde. Die Stadtbrände und das Hochwasser führten zu unterschiedlichen Gebäudeformen aus Stein oder aus Holz. In der neuen Stadtplanung von 1878 entschloss man sich deshalb für begrünte Esplanaden, die ein Ausbreiten von Bränden verhindern sollten. Ein Beispiel dafür ist die Straße Kristinavägen, die 1963 zu einer breiten baumlosen Durchfahrtsstraße umgestaltet wurde. Anfang der 2000er-Jahre wurden hier wieder Linden angepflanzt, trotz des Missfallens einiger Bürger, die Verkehrsbehinderungen beklagten.
Parallel zum Kristinavägen geht die schmalere Kungsgatan, die mit ihren Holzhäusern eine weitere Haupteinkaufsstraße darstellt. Am zentralen Platz, Rådhustorget, liegen die Kirche von Lindesberg, das 1895 errichtete Gerichtshaus, das Stadthotel und ein Bankhaus.

## Bilder

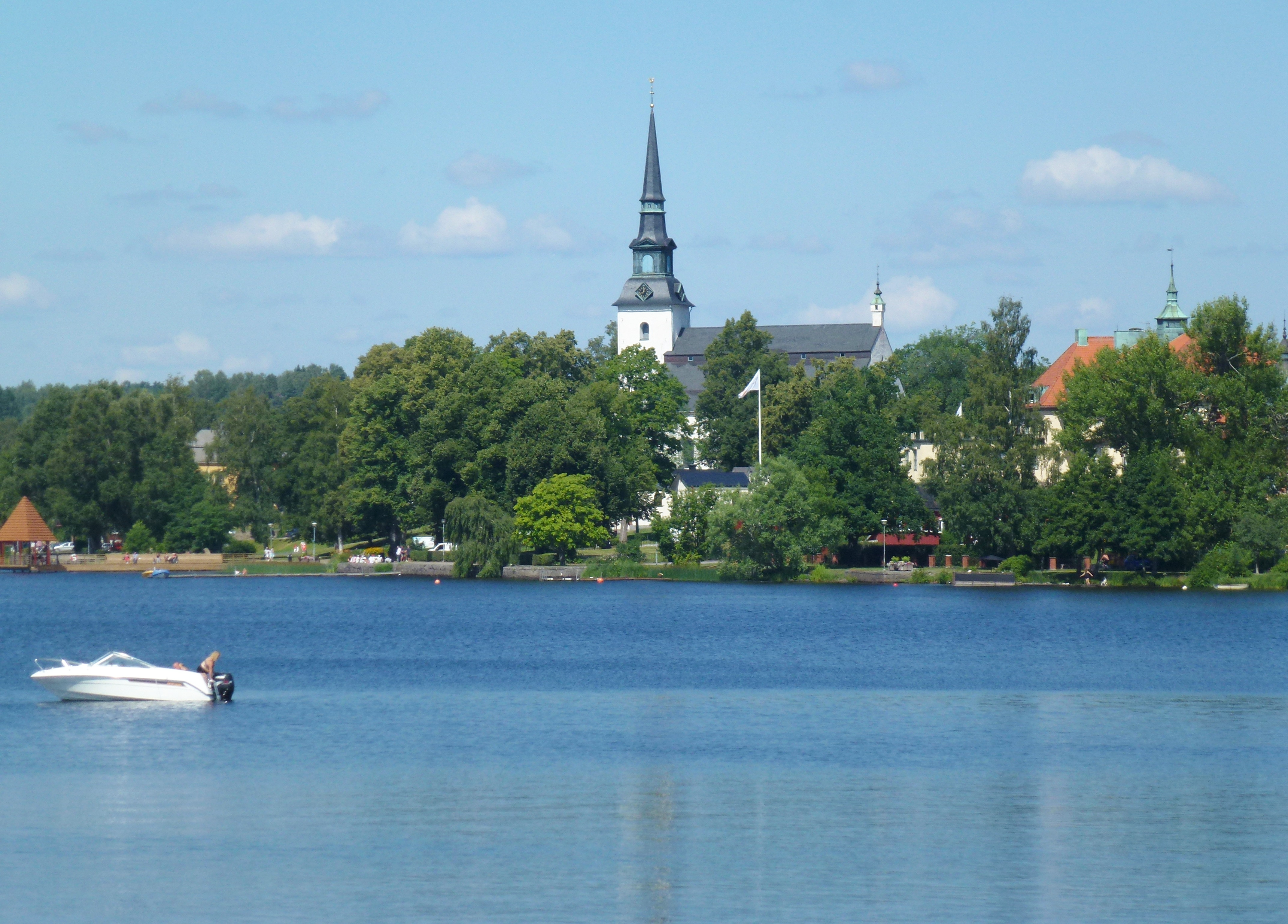
Lindessjön und Kirche
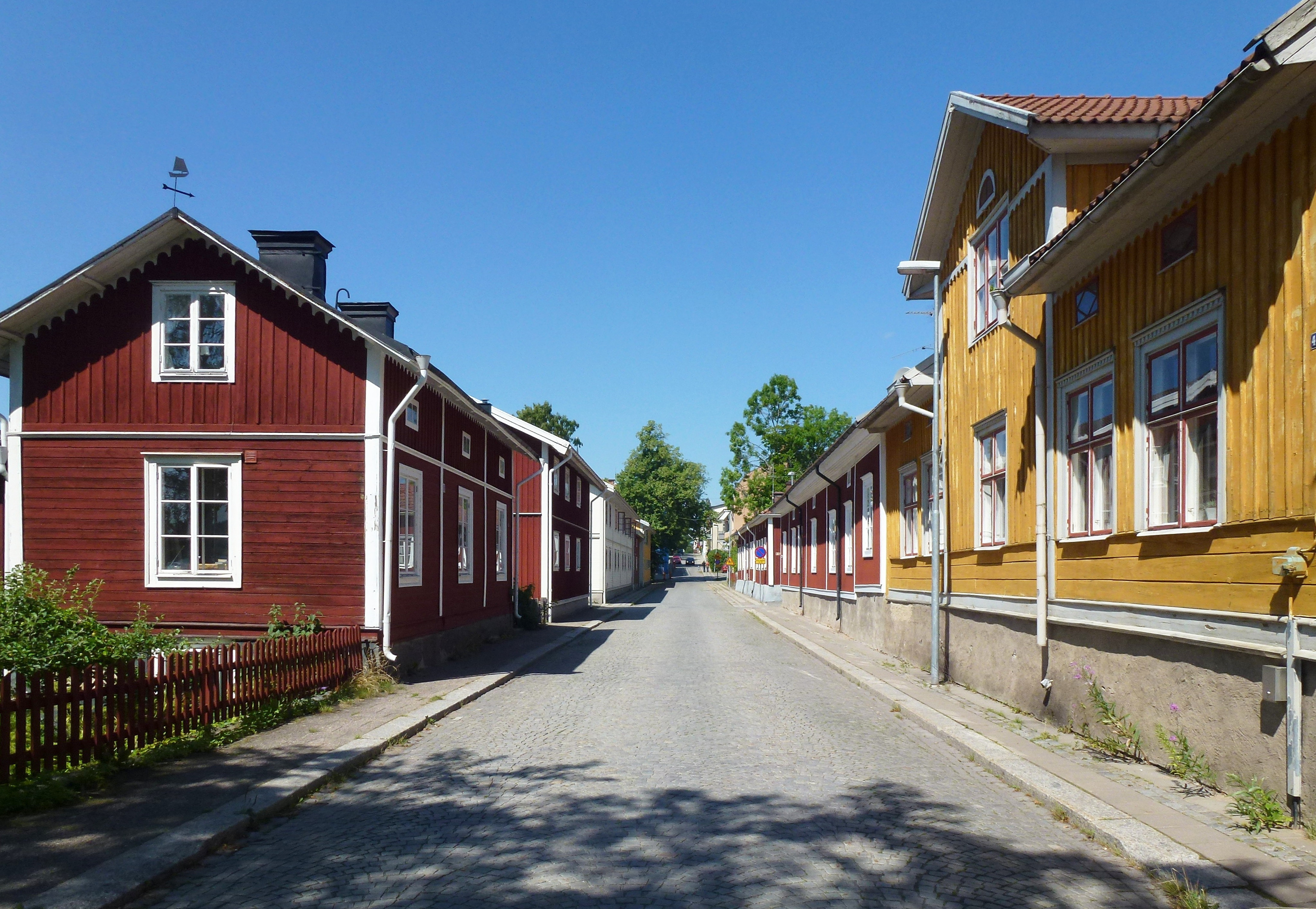
Kungsgatan
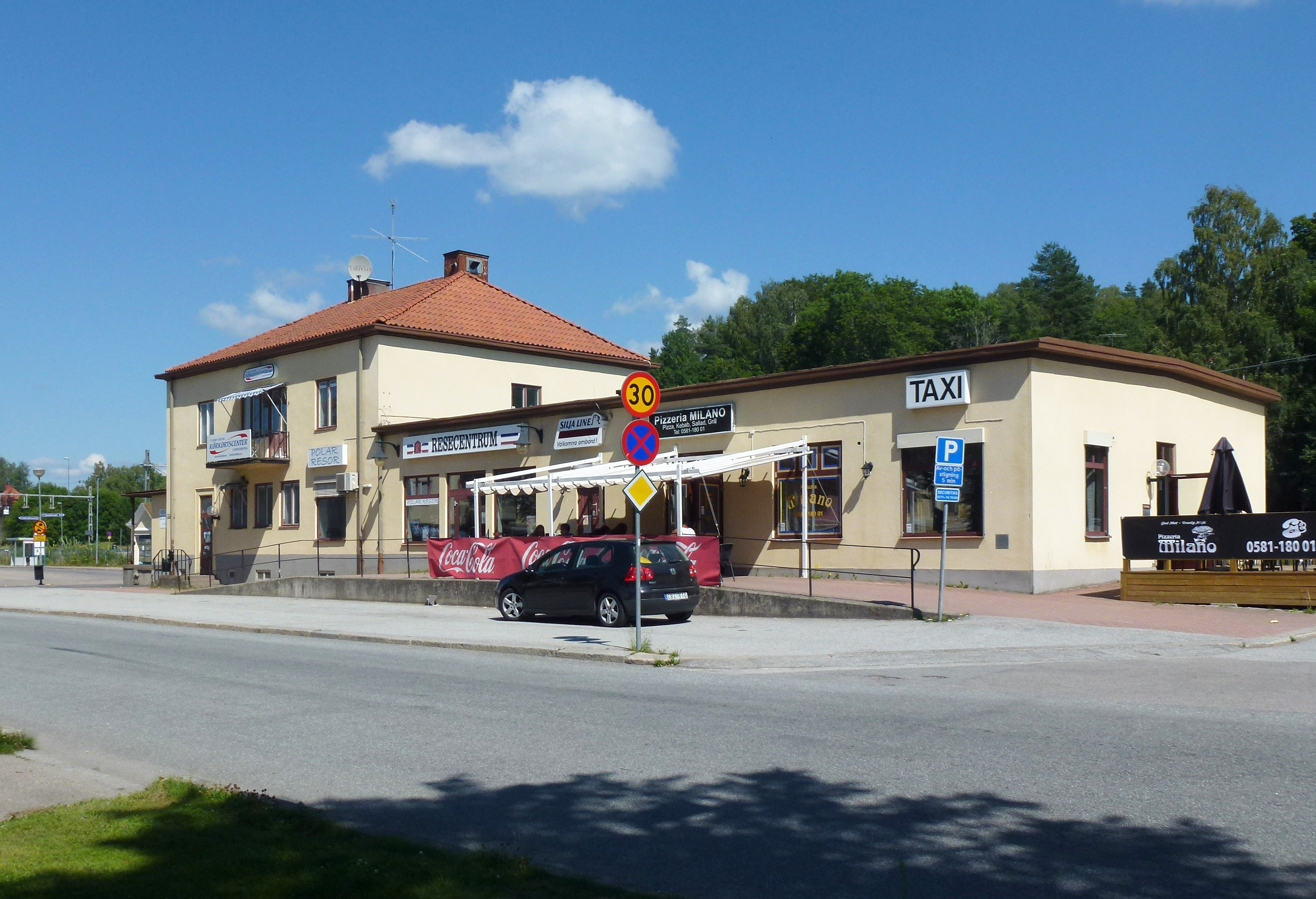
Bahnhof
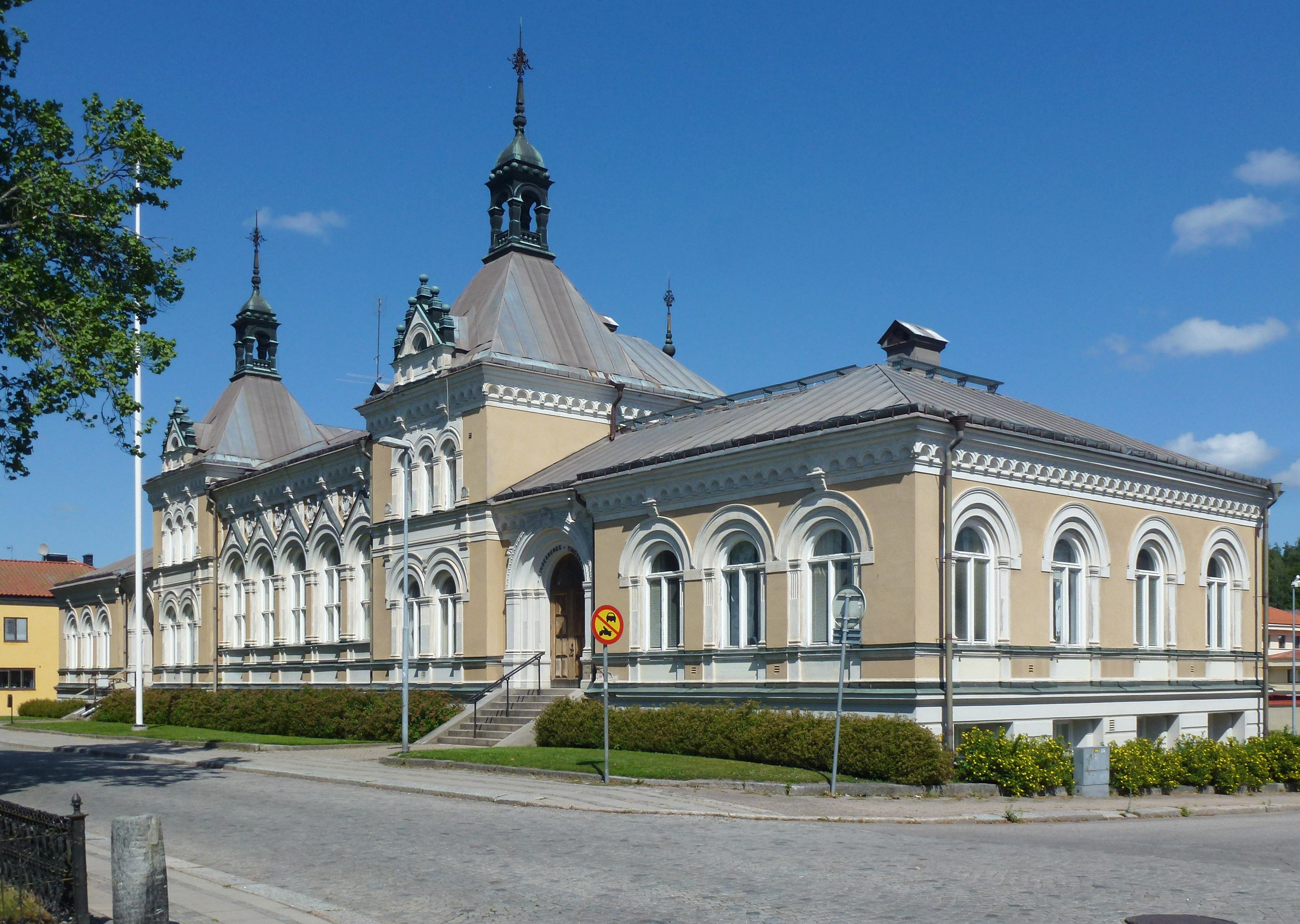
Gericht (Tingshuset)
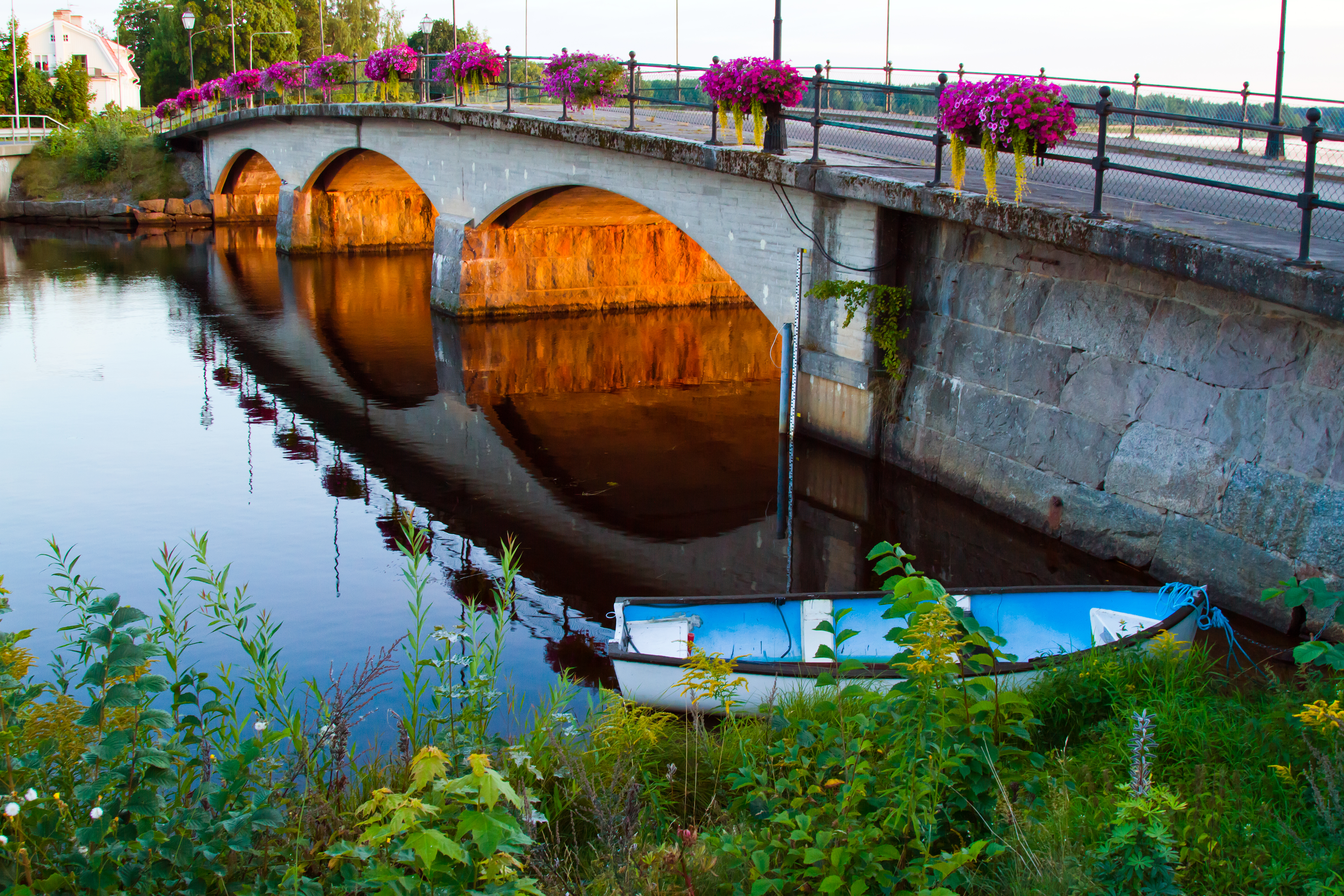
Gamla Sundbron
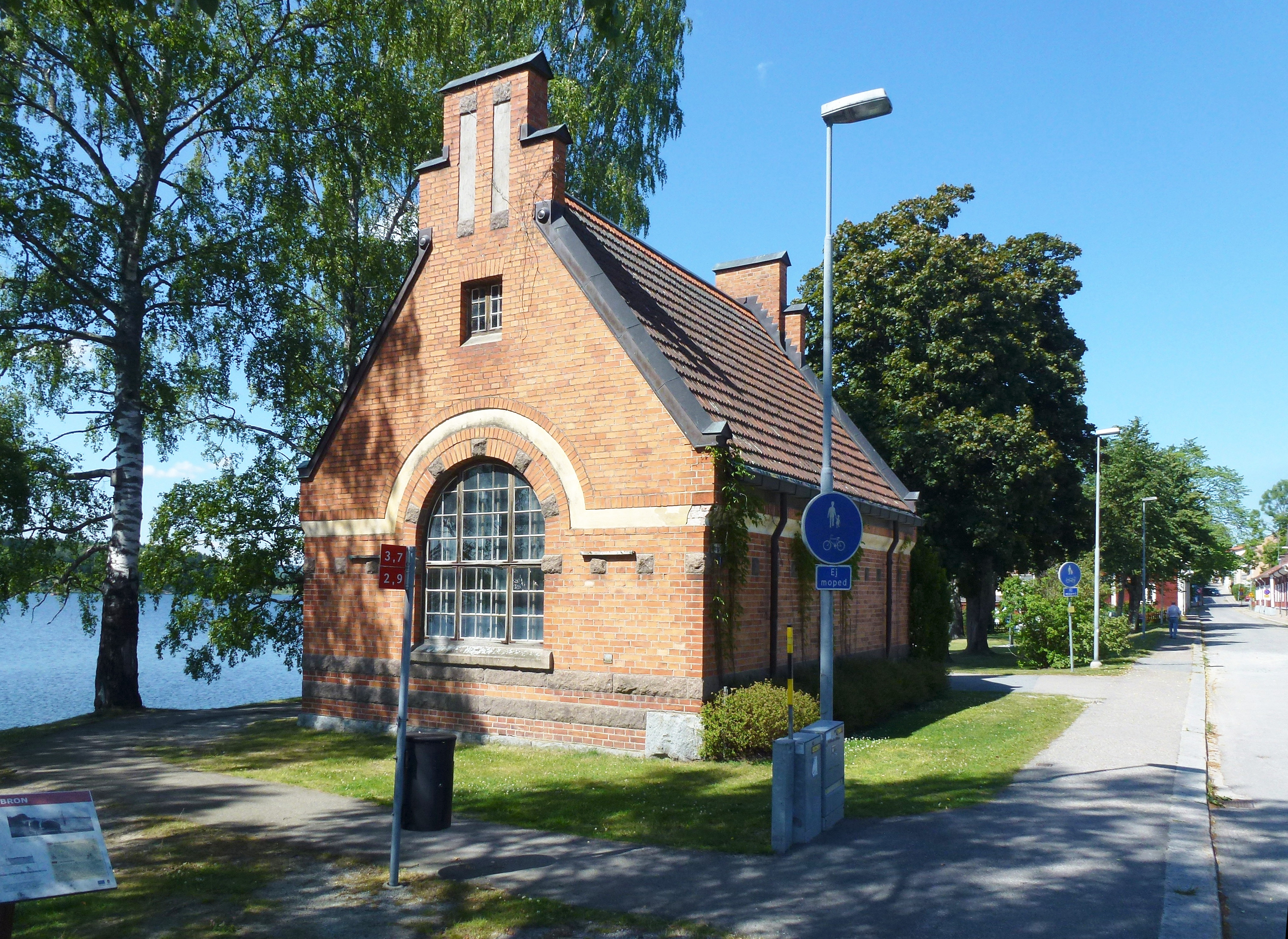
Das alte Pumpenhaus
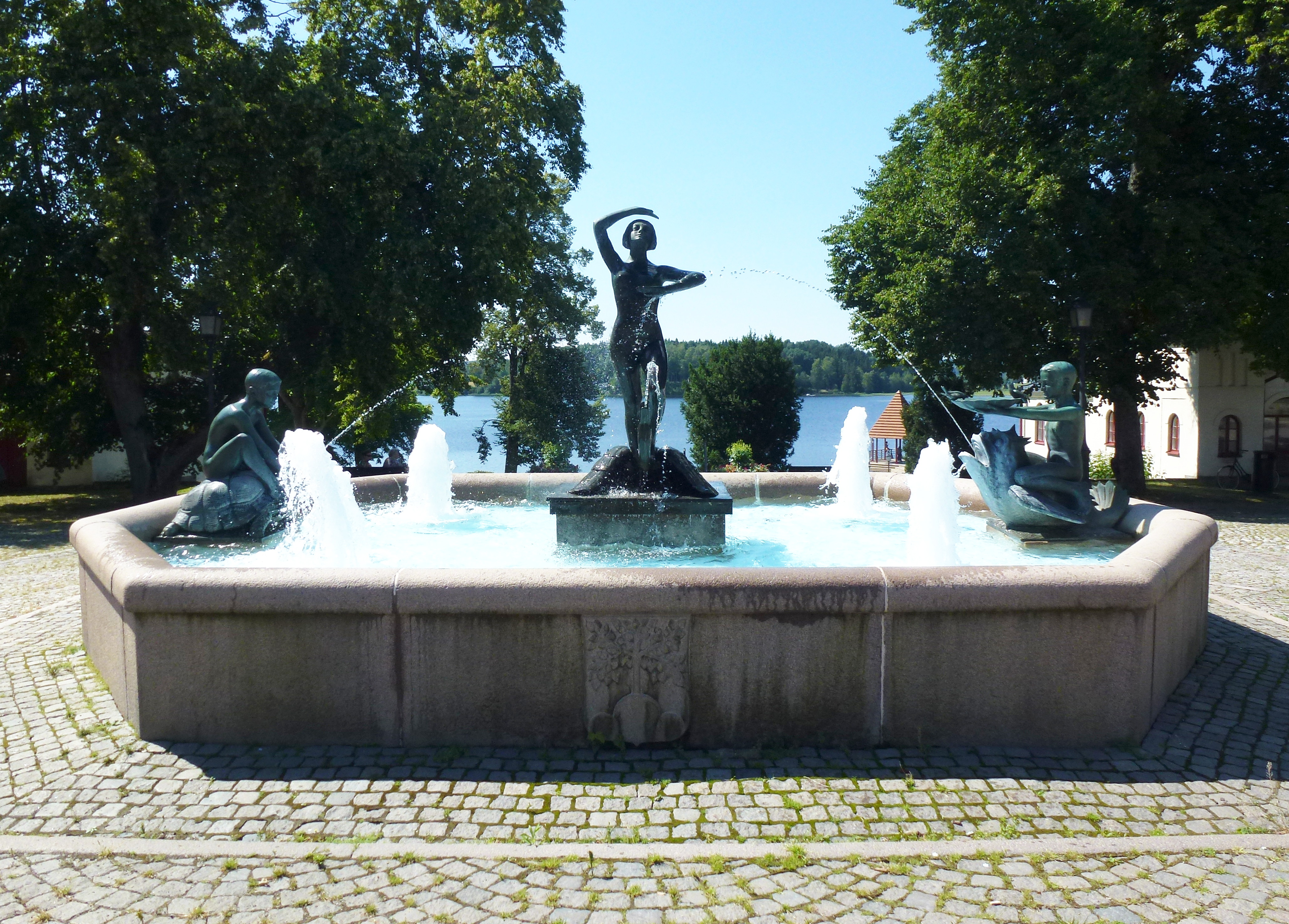
Leda und der Schwan
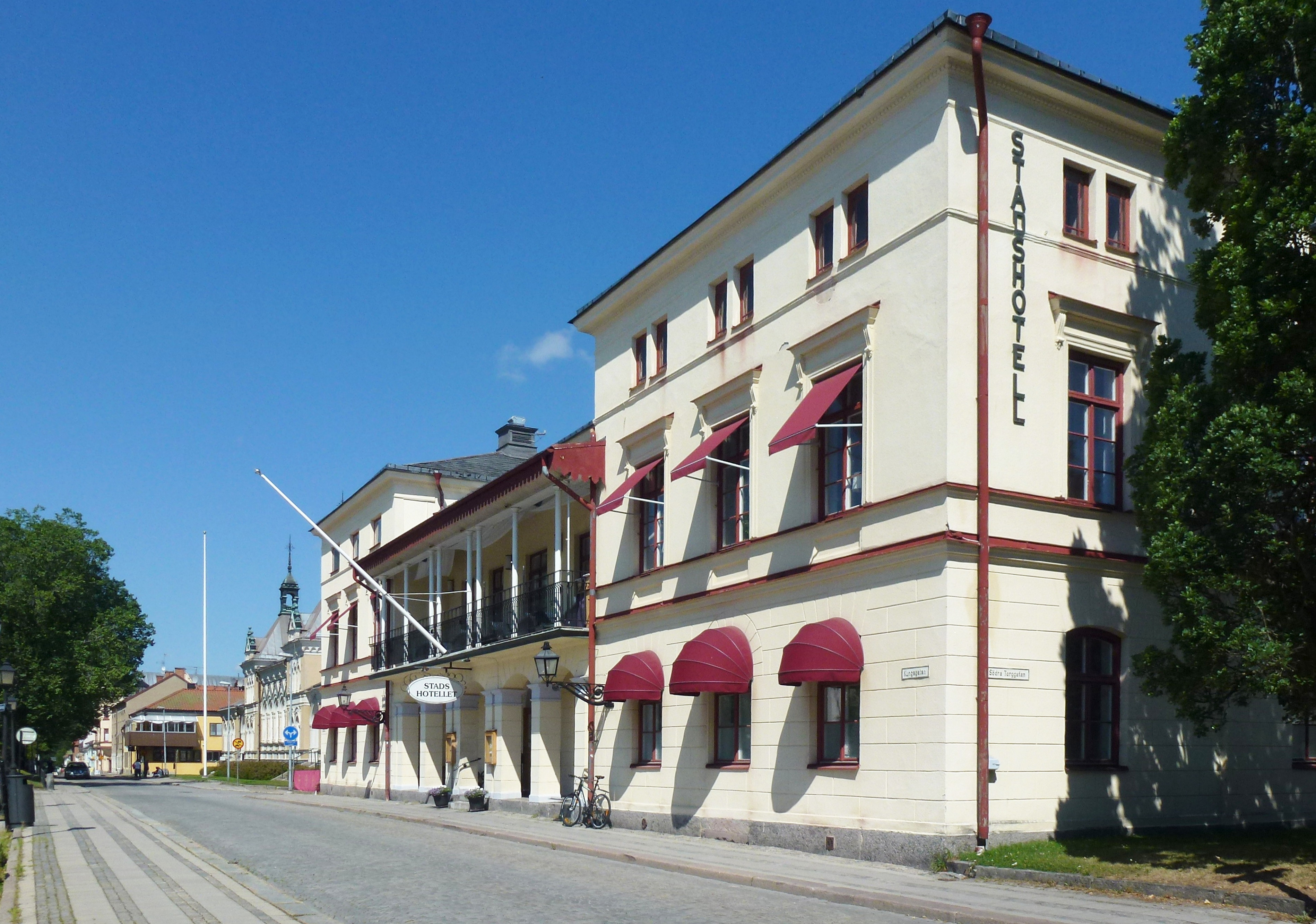
Stadthotel (Stadshotellet)

## Persönlichkeiten
- Sara Johansson (* 1992), Handballspielerin
- Sofi Jeannin (* 1976), Mezzosopran und Dirigentin
- Erik Lindén (1880–1952), Segler
- Elsa Sundling (1902–1964), Architektin der Moderne